# Rödhuvat skogsfly
Rödhuvat skogsfly (Protolampra sobrina) är en fjärilsart som beskrevs av Philogène Auguste Joseph Duponchel 1840. Rödhuvat skogsfly ingår i släktet Protolampra och familjen nattflyn. Arten är reproducerande i Sverige. Inga underarter finns listade.

## Bildgalleri

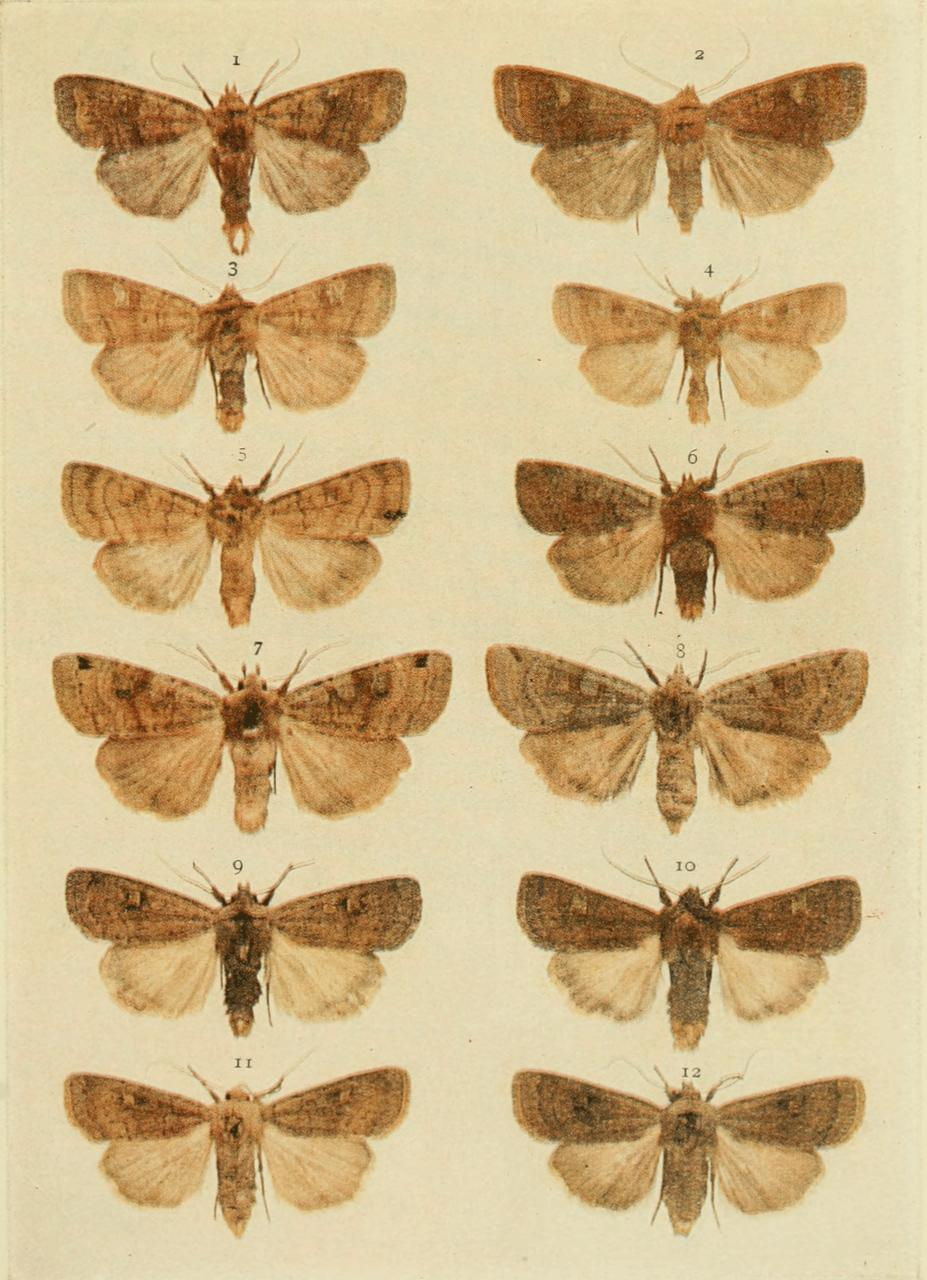